# نيكولاس بينيت
نيكولاس بينيت (بالإنجليزية: Nicholas Bennett)‏ هو سياسي بريطاني، ولد في 7 مايو 1949. حزبياً، نشط في حزب المحافظين. وقد في الانتخابات العمومية للمملكة المتحدة 1987 ‏، انتخب عضو البرلمان الخمسون للمملكة المتحدة عن دائرة Pembrokeshire (UK Parliament constituency) ‏ خلال فترته النيابية ‏ (11 يونيو 1987 – 16 مارس 1992).